# Phaedimus inermis
Phaedimus inermis är en skalbaggsart som beskrevs av Moser 1916. Phaedimus inermis ingår i släktet Phaedimus och familjen Cetoniidae. Inga underarter finns listade i Catalogue of Life.